# تاکنوشی نو سوکون

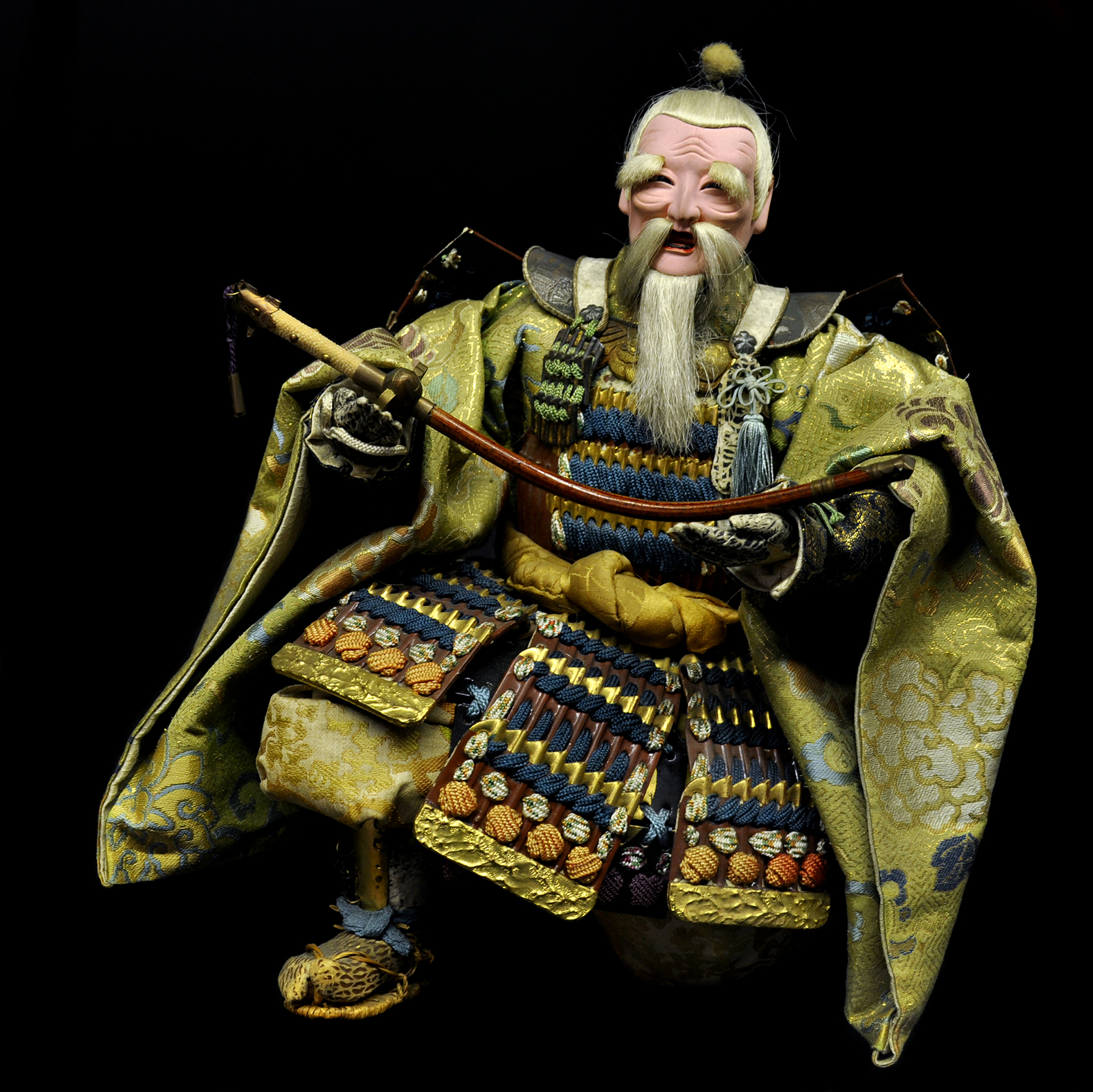
یک عروسک سنتی ژاپنی متعلق به سده ۱۹ میلادی از تاکنوشی نو سوکون که شمشیر ژاپنی را به شکل احترام‌آمیزی در دو دست نگه‌داشته و ظاهراً در برابر امپراتور ژاپن، زانو زده است.

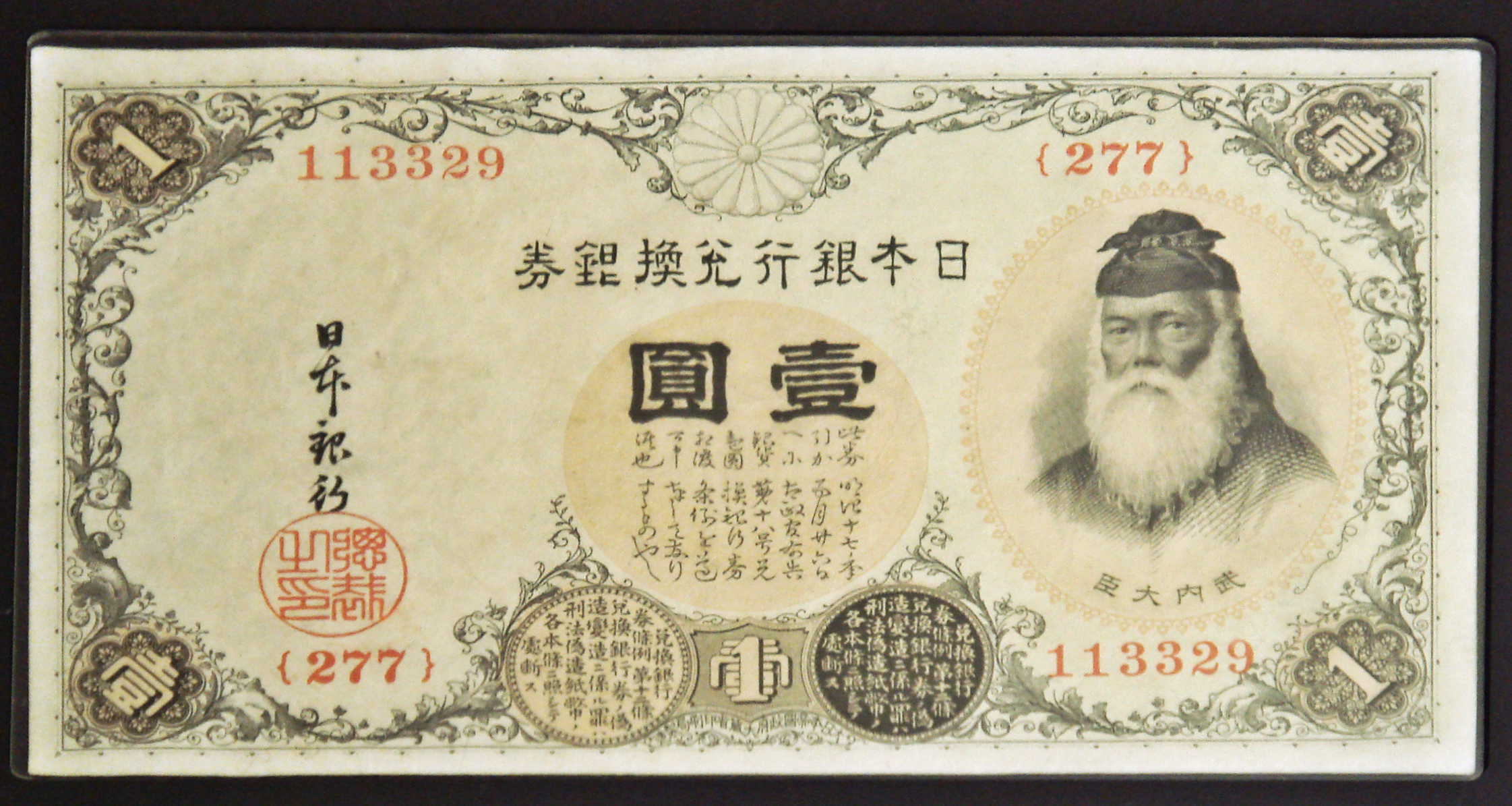
یک ین ژاپن، چاپ‌شده به سال ۱۹۱۶ میلادی با پرترهٔ تخیلی تاکنوشی نو سوکون بر روی اسکناس.

تاکنوشی نو سوکون (به ژاپنی: 武内宿禰) دولت‌مَرد ژاپنی، از اسطوره‌های تاریخ ژاپن، وخشور و کامی آئین شینتو بود.
تاکنوشی از اشراف‌زادگان ژاپنی و منتسب به امپراتور کوگن بود. گفته می‌شود که ۲۸۰ سال زندگی کرد و به ۵ پادشاه مهم تاریخ ژاپن، یعنی امپراتور کیکو (۷۱ – ۱۳۰)، امپراتور سیمو (۱۳۱ – ۱۹۰)، امپراتور چوای (۱۹۲ – ۲۰۰)، امپراتور اوجین (۲۷۰ – ۳۱۰) و امپراتور نینتوکو (۳۱۳ – ۳۹۹) خدمت کرد. همچنین در مقام وزیراعظم امپراتریس جینگو (۲۰۹ – ۲۶۹)، شبه‌جزیره کُره را به امپراتوری ژاپن ضمیمه کرد.

## میراث
۲۸ خاندان ژاپنی از جمله خاندان سوگا و خاندان تاکیوچی، خود را از نوادگان اکنوشی نو سوکون بر می‌شمارند.
پرترهٔ وی بر روی یِن ژاپن چاپ شده‌است و عروسک‌های وی به عنوان یک عالمِ خِردمند، در روز کودک در ژاپن، به صورت گسترده‌ای هدیه داده می‌شوند.
در هنر ژاپنی، به دلیل جایگاه تاریخی و عمر طولانی و با ثُباتش، آثار متعددی به وی پرداخته‌اند.